# Pasubio
Pasubio je horský masiv ve Vicentinských Alpách v Itálii na hranici mezi provinciemi Vicenza a Trento. Nejvyšší nadmořskou výšku dosahuje Cima Palon 2232 m n. m.. Pasubio je domovem endemického horského sarančete Chortopodisma cobellii.

## Ohraničení
Pasubio sousedí na jihovýchodě s údolím Val Leogra a na severovýchodě s údolím Val Posina, obě v provincii Vicenza, a na severozápadě s údolím Val Terragnolo a na jihozápadě s údolím Vallarsa, které patří k Trentinu. Passo Pian delle Fugazze (1163 m n. m.) na jihu představuje přechod mezi údolími Vallarsa a Val Leogra, Passo della Borcola (1207 m n. m.) na severu Pasubio spojuje údolí Val Terragnolo s údolím Val Posina. Passo Xomo (1058 m n. m.) představuje východní hranici masivu a spojuje Val Leogra s Val Posina.

## Nejvyšší vrcholy
- Cima Palon 2232 m
- Dente Italiano (německy italienische Platte) 2220 m
- Dente Austriaco (německy österreichische Platte) 2203 m

## Historie
Během bojů první světové války bylo Pasubio po dva a půl roku, od června 1916 do listopadu 1918, dějištěm krvavých bojů mezi italskými a rakousko-uherskými vojsky. Četné tunely, jeskyně a válečné stezky, které do hory vyrazili vojáci obou stran, jsou dodnes svědky těchto bojů, zejména minové války. Vrcholový masiv táhnoucí se od severu k jihu je dodnes znetvořen někdejšími válečnými boji, zejména dvěma náhorními plošinami, z nichž severní drželi Rakušané ("österreichische Platte", dente austriaco), jižní Italové ("italienische Platte", dente italiano). Mezi nimi se rozkládalo to, co Rakušané nazývali "Eselsrücken" (Oslí hřbet), Italům známé jako Selletta dei Denti, země nikoho, kde zahynuly tisíce vojáků. Proto se hoře dodnes říká "jatka", "lidský mlýn" nebo "hora 10 000 mrtvých".
Od roku 1917 začaly obě strany systematicky razit tunely pod Oslím hřbetem. Dne 13. března 1918 odpálili Rakušané pod italskou deskou nálož 50 tun trhavin - což stálo život více než 40, (podle jiných zdrojů 491, nebo dokonce 800) italských vojáků a lze to považovat za největší minu použitou v první světové válce - ale přesto se jim nepodařilo italské pozice dobýt. Boje na Pasubiu nepřinesly úspěch ani jedné straně až do konce války.

## Zajímavá místa
Pasubio je obklopeno mnoha turistickými cíli, takže zajížďka od jezera Lago di Garda, Verony nebo Benátek je možná bez větší námahy. Kromě válečné historie si na své přijdou také milovníci outdoorových sportů a zájemci o botaniku či geologii.
Jedna z přístupových cest na Pasubio, Strada delle 52 Gallerie, vede z Passo Xomo přes Bocchetta di Campiglia na Porte del Pasubio (1928 m). Tam se nachází Rifugio Achille Papa Italského alpského klubu (otevřeno denně od poloviny května do poloviny října). Tuto 6,3 km dlouhou cestu s 52 tunely Italové vybudovali v roce 1917, protože jejich do té doby nejdůležitější zásobovací trasa Strada degli Scarubbi byla ostřelována rakouským dělostřelectvem.
Zvláště zajímavý je systém tunelů na N Österreichische Platte , kde se nachází Ellisonův tunel pojmenovaný po veliteli rakousko-uherských jednotek Pasubiu a důlní chodby vedoucí směrem k italské náhorní plošině. Na samotném vrcholovém masivu jsou dodnes k vidění staré zákopy, kaverny, stanoviště a krátery. Stále se také nacházejí zrezivělé pozůstatky války, jako jsou střepiny z granátů, a lidské kosti nebo úlomky kostí. Nedaleko vrcholu se nachází kaple Santa Maria a nedaleko Pian delle Fugazze se nachází kostnice Pasubio. Od roku 2008 bylo mnoho bývalých vojenských stanovišť na Pasubiu restaurováno, aby byly chráněny před dalším rozpadem. Byly také vztyčeny četné ilustrované panely s informacemi o válečných událostech.
Přes Pasubio vede Evropská dálková stezka E5 (Kostnice-Benátky), která se v tomto úseku shoduje s Friedensweg (Dolomity). Friedensweg (Dolomity), po níž lze navštívit horskou frontu mezi průsmykem Stelvio a Karnskými Alpami, vznikla v 90. letech 20. století z iniciativy provincií Trento, Vicenza a Belluno.

## Horské chaty
- Rifugio Achille Papa (1928 m s.l.m.)
- Rifugio Vincenzo Lancia (1825 m s.l.m)

## Galerie

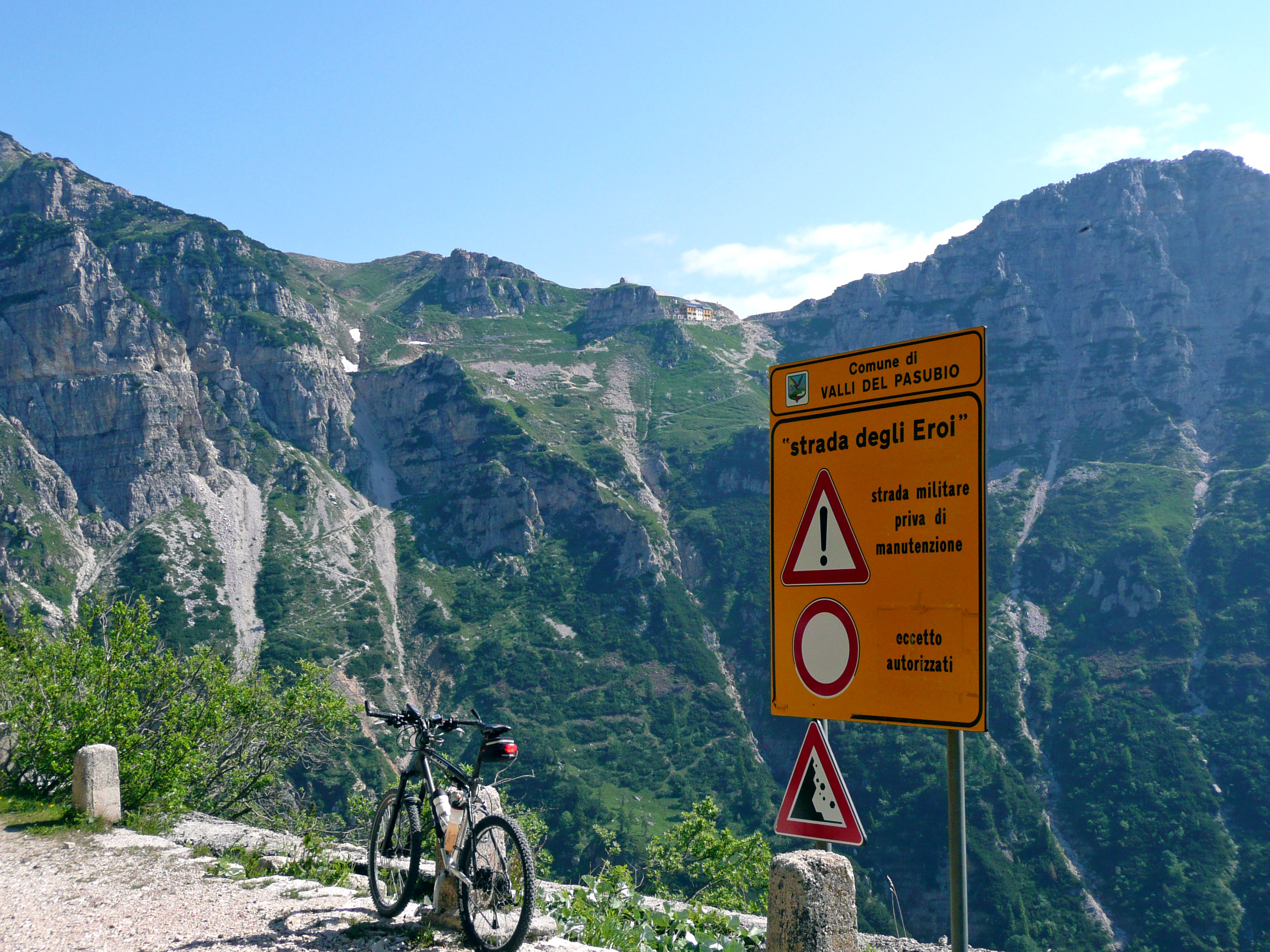
Strada degli Eroi a Porte di Pasubio
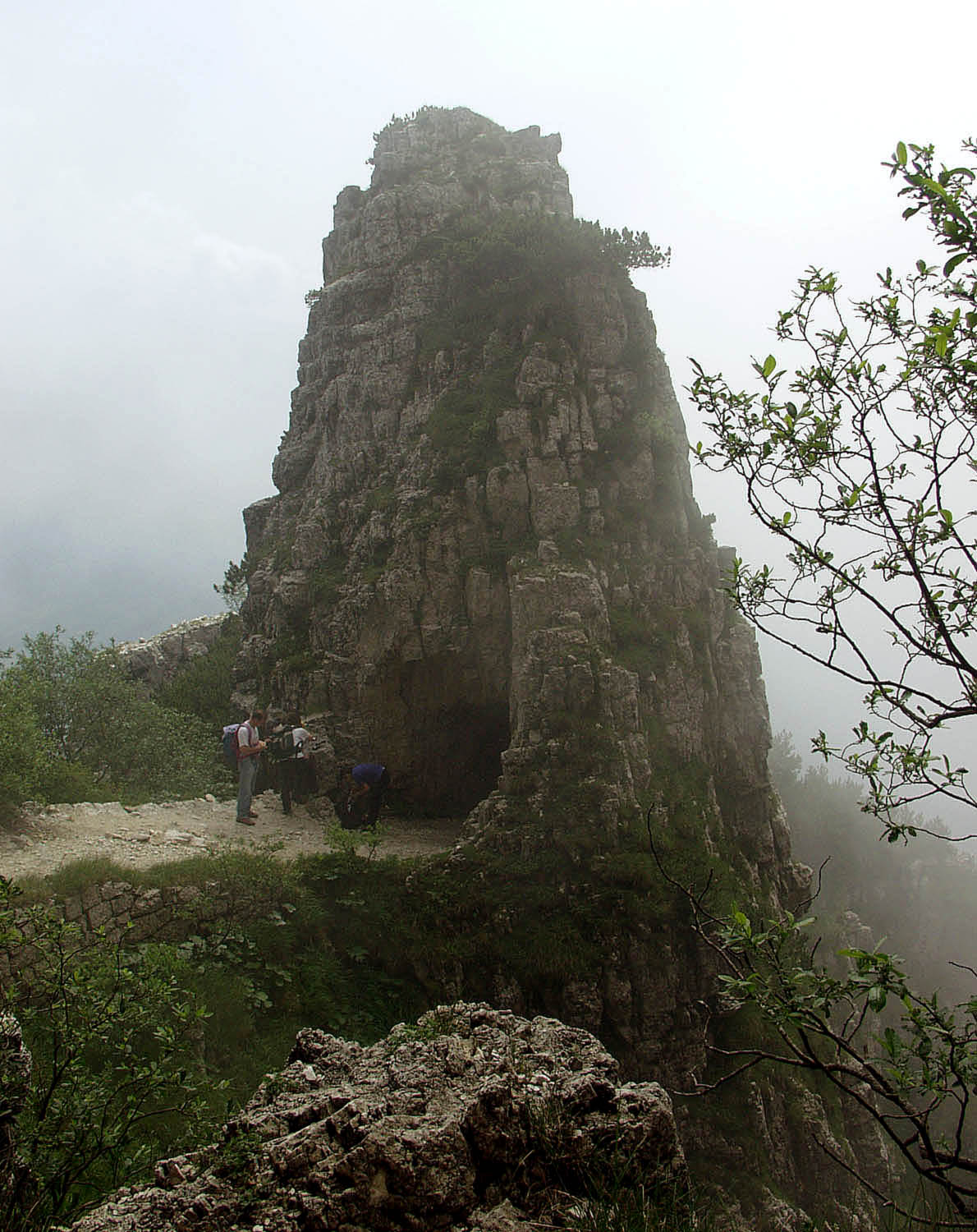
Tunel č. 20 Strada delle Gallerie
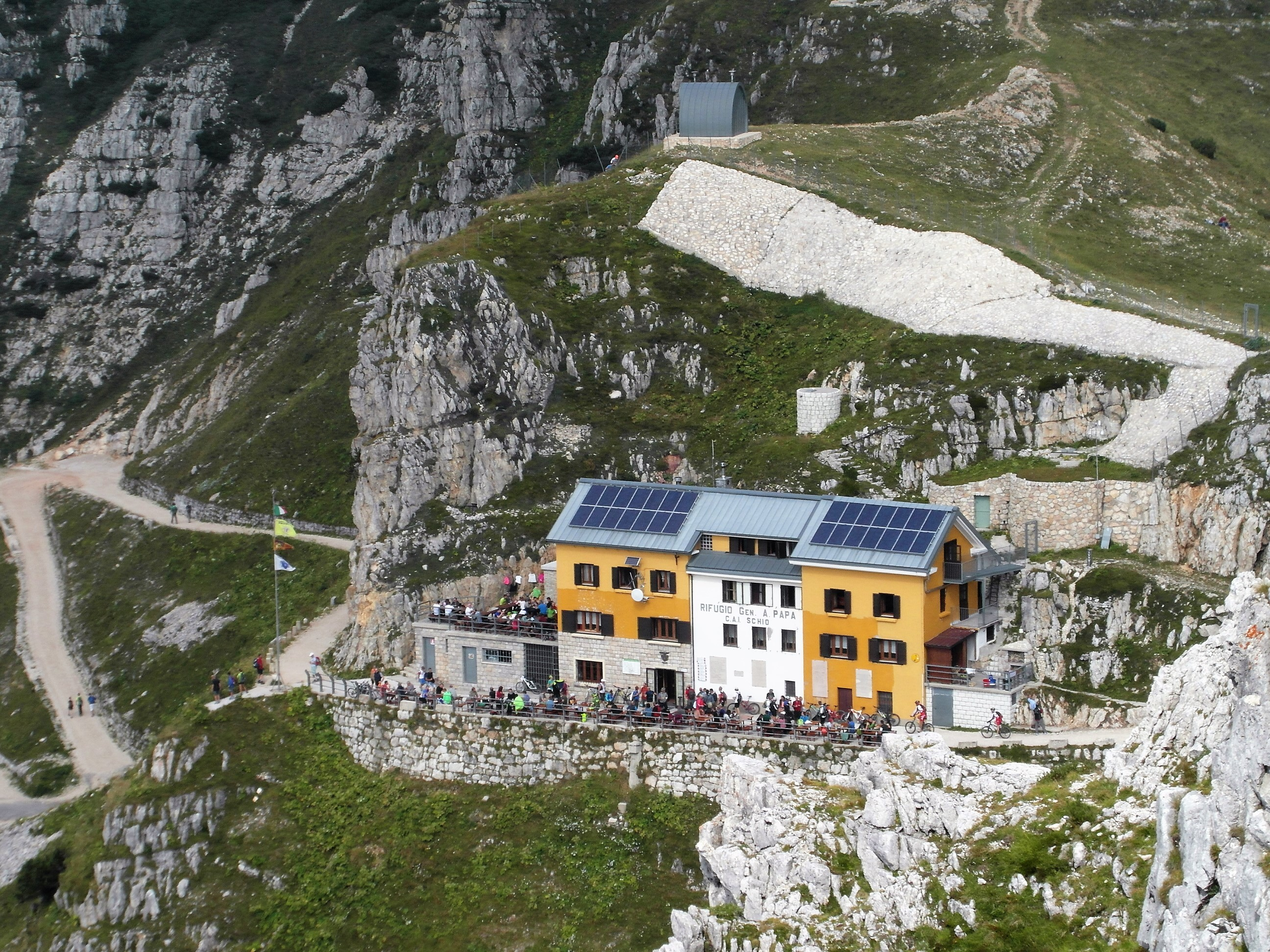
Rifugio Achille Papa
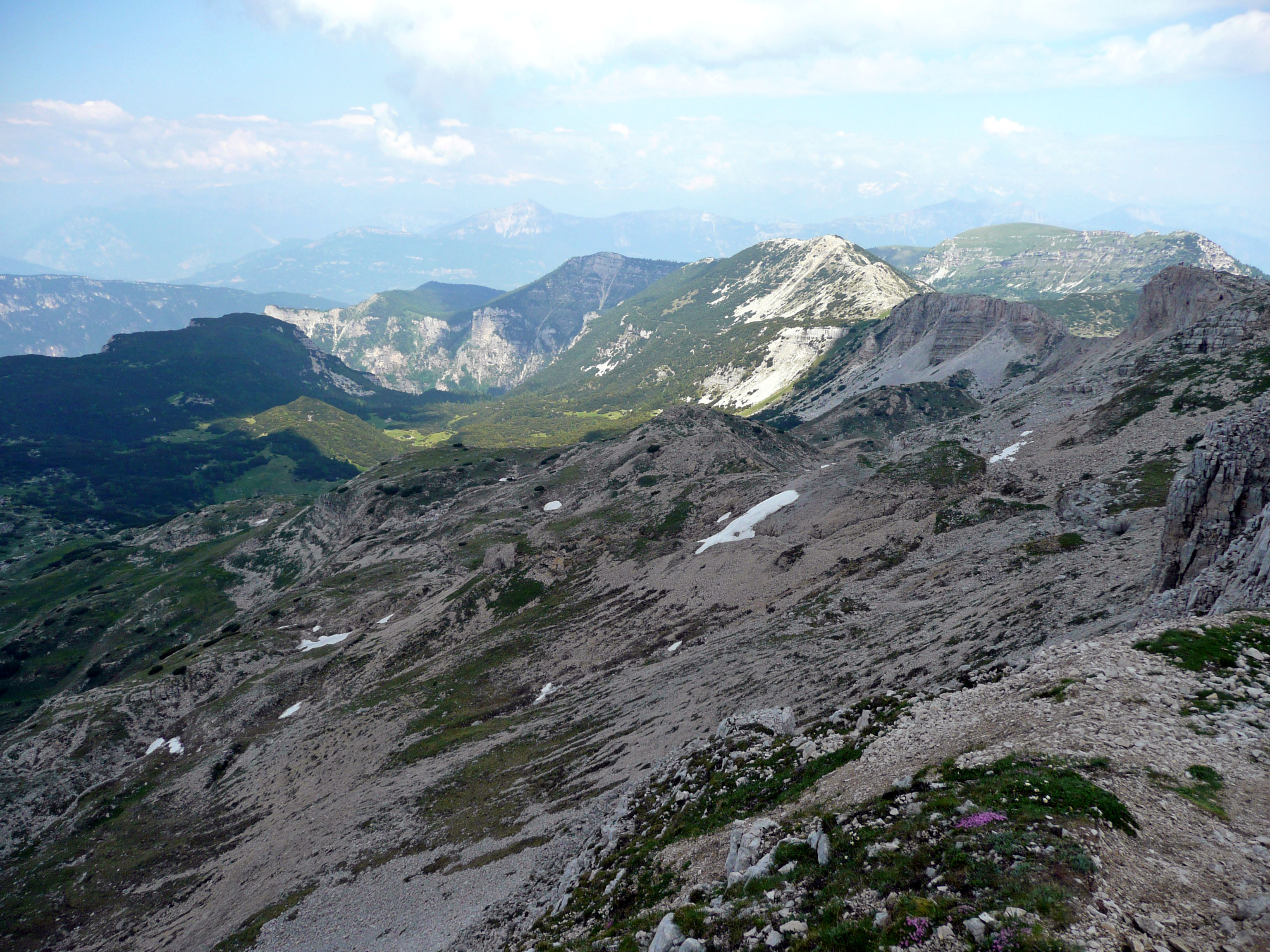
Cosmagnon-Mulde z Cima Palon
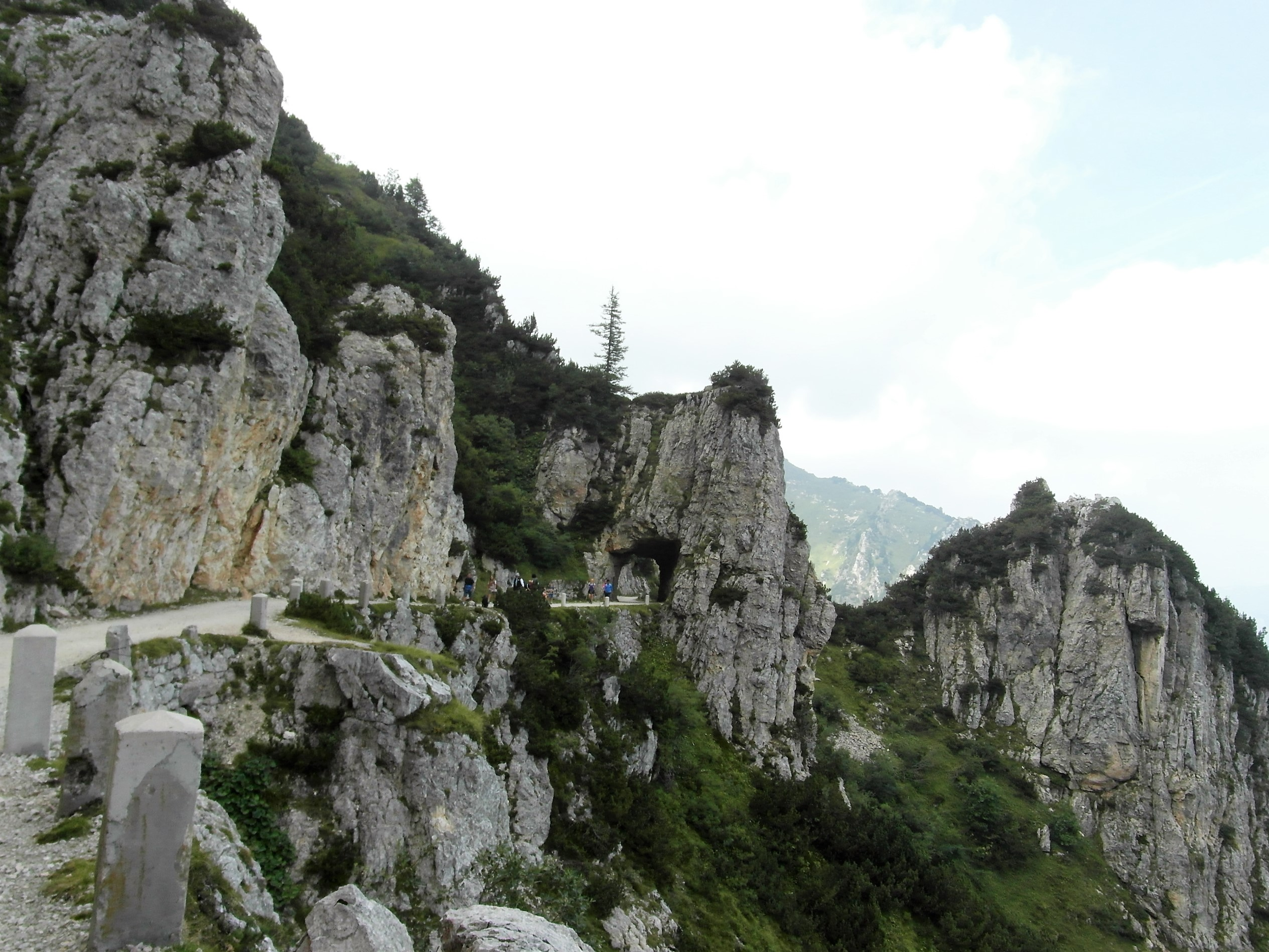
Strada degli Scarubbi
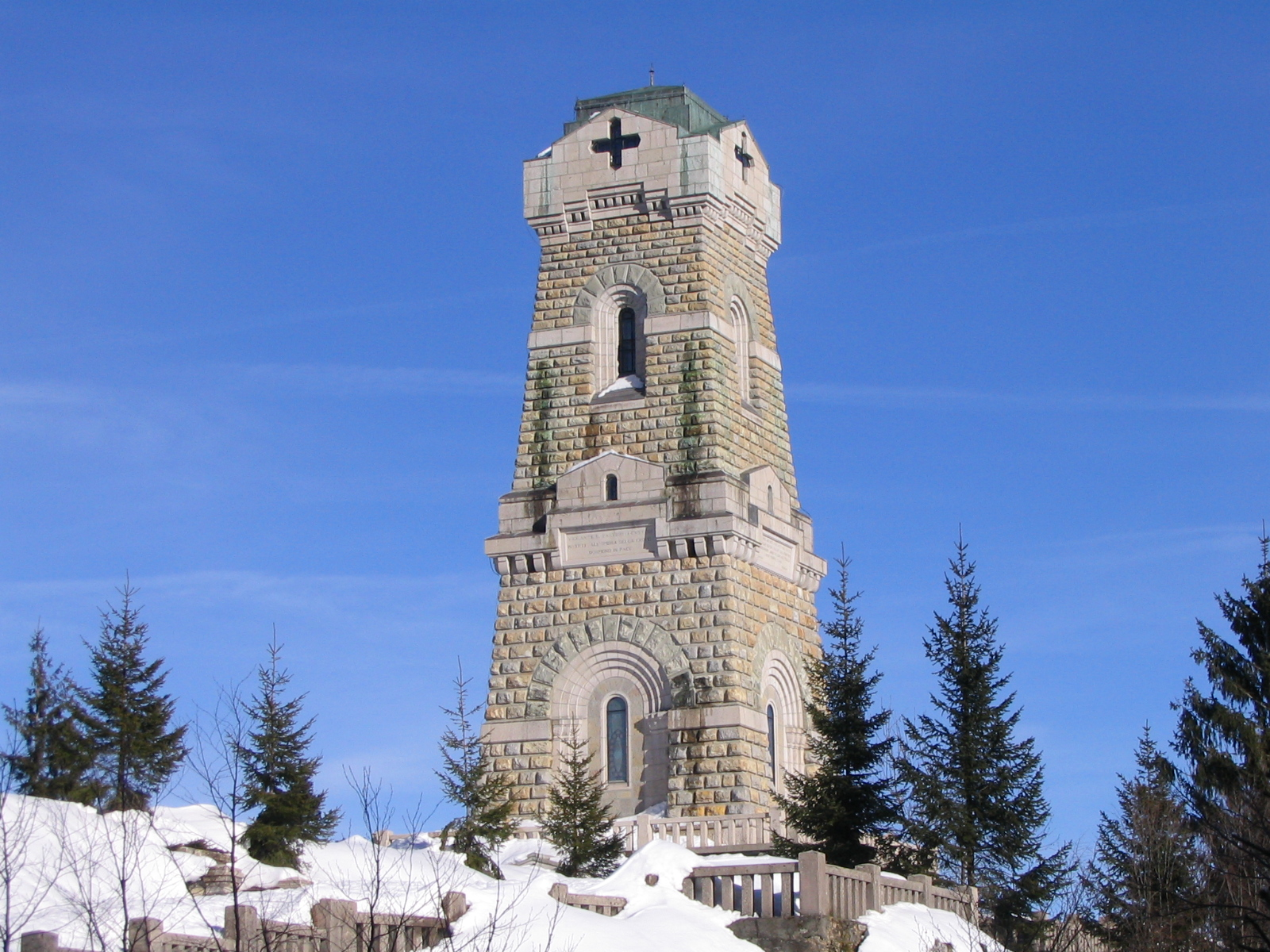
kostnice Pasubio z průsmyku Pian delle Fugazze
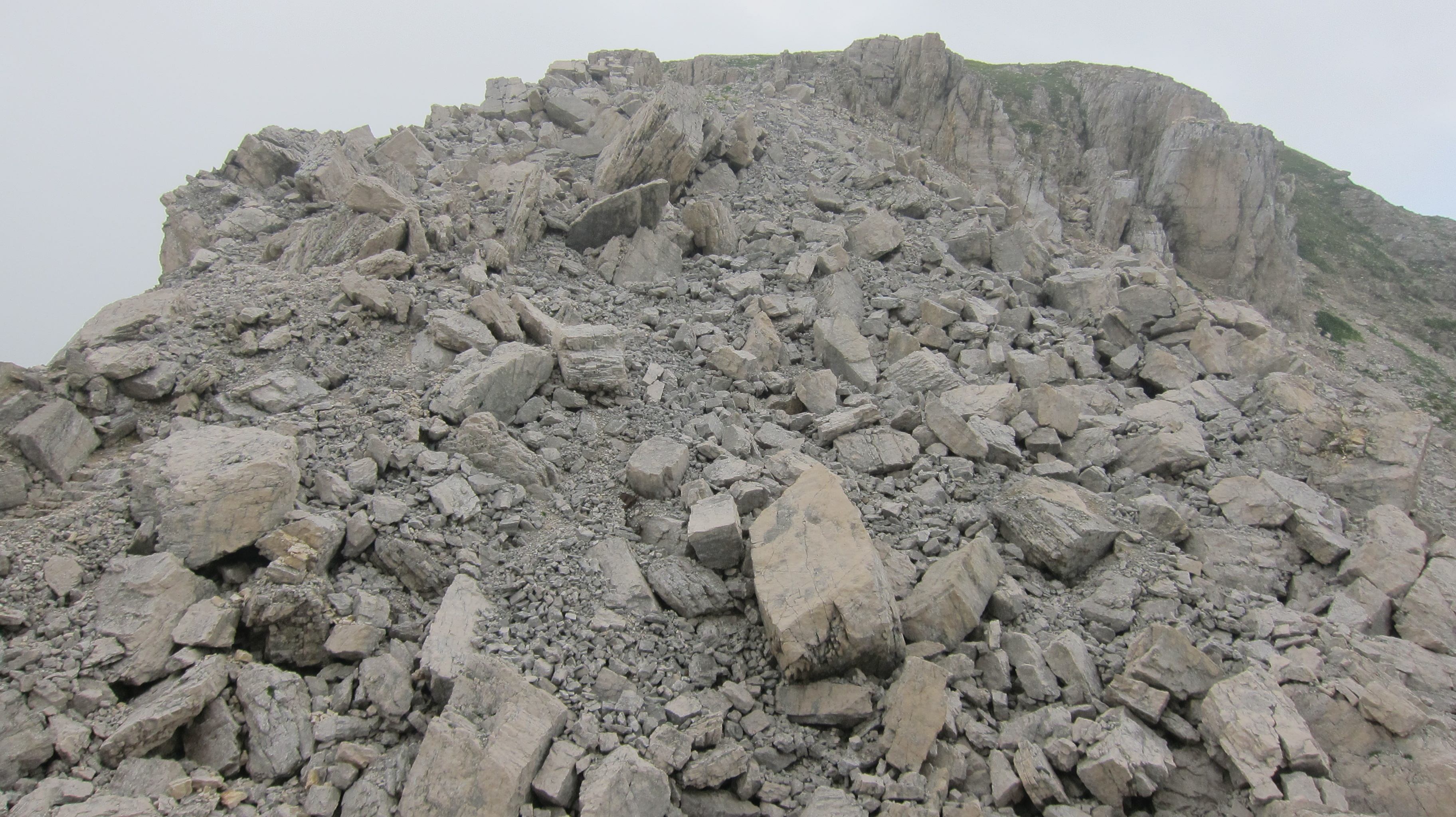
Italienische Platte (Dente Italiano) s povrchem rozbitým rakouskou minou ze dne 13. 3. 1918
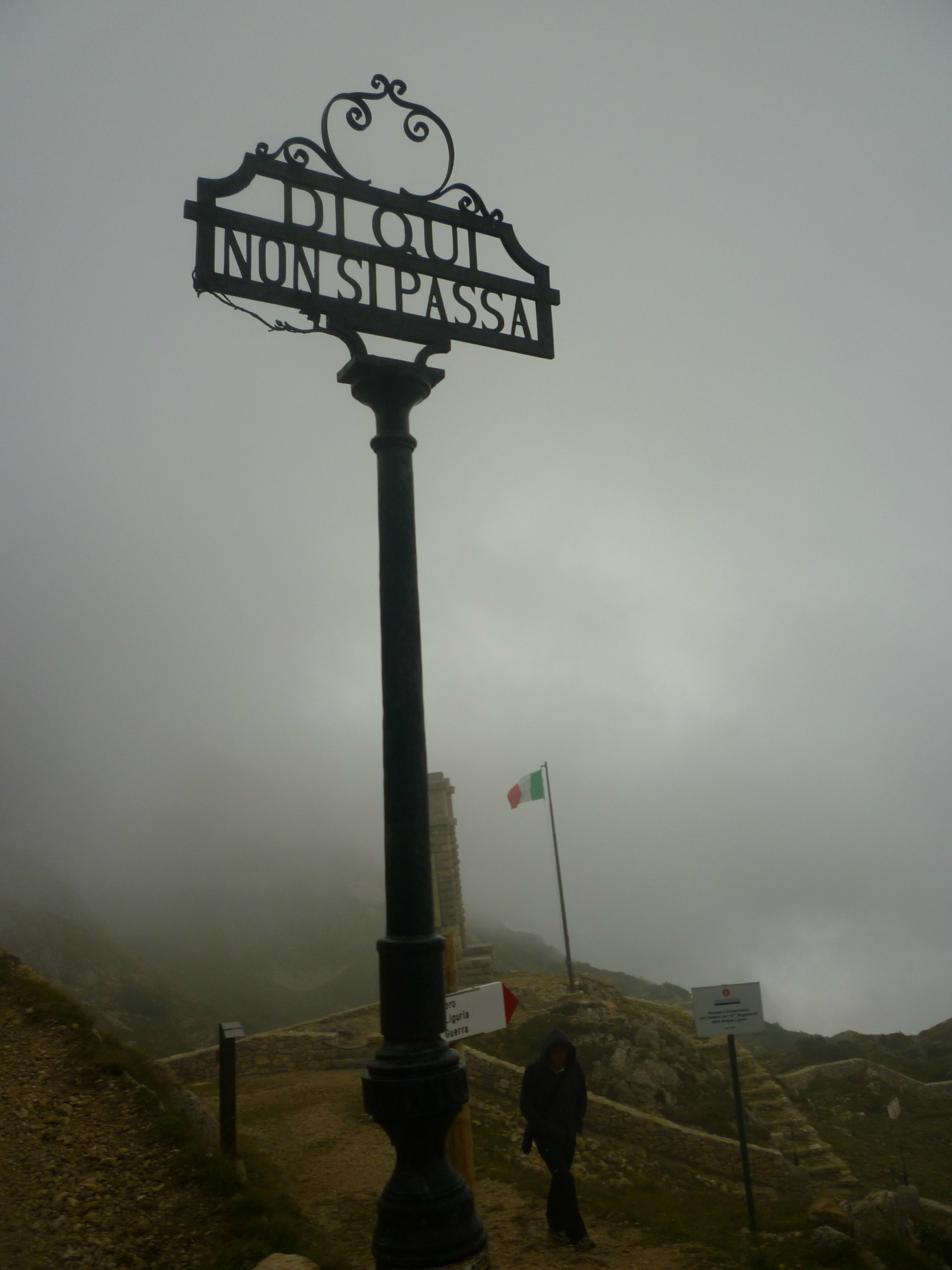
Hier geht’s nicht weiter – Italský vojenský hřbitov Brigata Liguria